# Vans Warped Tour '99
Vans Warped Tour '99 es una recopilación que distribuyó la compañía Shock Us del Warped Tour a su paso por Australia en el verano de 1999.

## Listado de canciones
1. Pennywise - Need to Know
2. Grinspoon - Champion (Live)
3. Hepcat - I Can't Wait
4. Frenzal Rhomb - It's up to You
5. Cherry Poppin' Daddies - Don Quixote
6. Porkers - Schooners of the Black
7. MxPx - I'm OK, You're OK
8. Deftones - My Own Summer (Shove It)
9. Area Seven - No Logic
10. Suicidal Tendencies - Cyco Vision
11. Less Than Jake - Help Save the Youth of America from Exploding
12. Unwritten Law - Holiday
13. Latex Generation - Tank Stellar
14. Nancy Vandal - Clean Out Your Desk Loneliness
15. Twenty Two Jacks - So Sorry
16. Hepcat - Mama Used to Say
17. Frenzal Rhomb - Fuck the System
18. Pennywise - Surfin' U.S.A.

- Datos: Q6159591